# Métro de Delhi
Le métro de Delhi (anglais : Delhi Metro, hindi : दिल्ली मेट्रो) est le système de métro desservant la capitale de l'Inde Delhi et les villes environnantes de Faridabad, Gurgaon, Noida et Ghaziabad dans la région de la capitale indienne.
Après de nombreuses études réalisées à partir des années 1950, le gouvernement indien crée la Delhi Metro Rail Corporation pour réaliser un réseau de métro dans la capitale. Les premiers travaux débutent en 1998 et le premier tronçon de la ligne rouge entièrement en viaduc est inauguré en 2002. Depuis le réseau s'étend à très grande vitesse et il comporte début 2019 huit lignes (plus la ligne de l'aéroport) d'une longueur totale de 343 kilomètres desservant 251 stations. Une quatrième phase de travaux devrait prolonger le réseau de 103 kilomètres d'ici 2025. Par ailleurs deux lignes de métro en correspondance avec le réseau de Delhi et situées dans les villes voisines de Gurgaon (métro de Gurgaon) et de Noida (métro de Noida) ont été inaugurées en 2019.
Le réseau est constitué de lignes en partie en viaduc en partie souterraines utilisant une voie large pour les quatre plus anciennes et une voie normale pour les plus récentes. L'alimentation électrique des rames comprenant  4 à 8 voitures climatisées se fait par caténaire sous la tension de 25 kV. Les lignes 7 (rose) et 8 (magenta) sont sans conducteur. Les trains sont constitués selon le cas de 4, 6 ou 8 voitures climatisées et dotées d'une intercirculation. Le trafic augmente rapidement au fur et à mesure de l'extension du réseau. En 2017 le métro de Delhi a transporté environ 2,4 millions de passagers par jour.

## Historique

Évolution du métro de Delhi.

### Planification
L'idée d'un réseau rapide de transport pour New Delhi a émergé d'une étude du trafic dans la ville en 1969. Dans les années qui ont suivi, de nombreux comités officiels ont été chargés d'examiner les technologies, les trajets et les niveaux de gouvernement responsables pour un tel projet. En 1984, la Delhi Development Authority et la Urban Arts Commission ont proposé de développer trois corridors de transport rapide et d'améliorer le réseau de banlieue existant ainsi que les réseaux routiers.
Durant la longue  phase d'élaboration des caractéristiques techniques du futur réseau et la période de recherche de financement, la population de la ville de Delhi a été multipliée par deux le nombre de véhicules en circulation a été multiplié par cinq. La congestion du trafic et la pollution ont beaucoup augmenté, de nombreux voyageurs optant pour l'utilisation de véhicules individuels compte tenu des insuffisances du réseau de bus incapable de faire face à l'augmentation du nombre d e passagers Une tentative de privatisation du réseau de bus en 1992 n'a pas permis d'améliorer la situation.
Pour créer le réseau de transport en commun lourd capable de faire face aux besoins de la population, le gouvernement indien et le gouvernement de Delhi créent la Delhi Metro Rail Corporation (DMRC) le 3 mai 1995.

## Construction

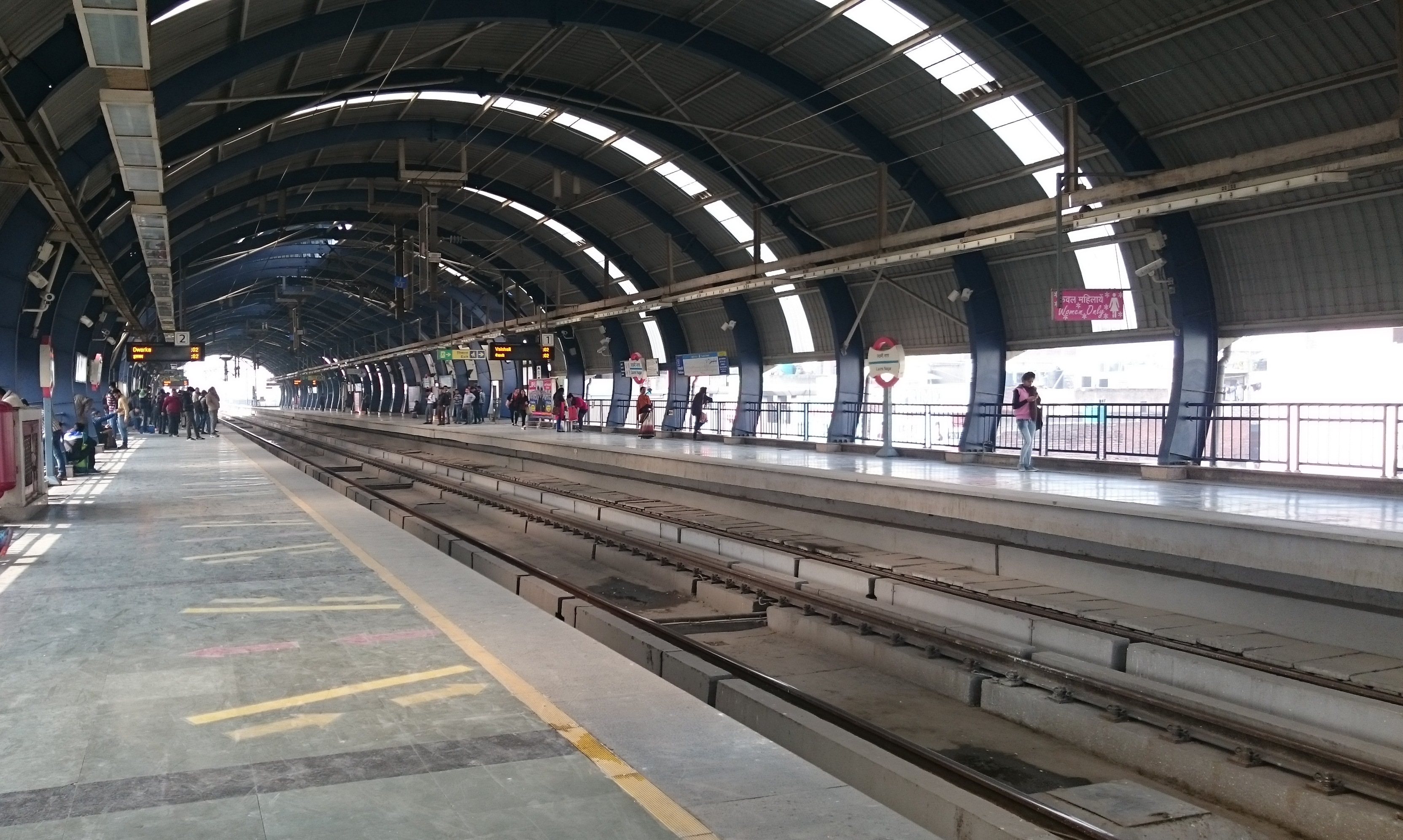
Laxmi Nagar station en viaduc sur la ligne bleue.

La construction de réseau de métro débute le 1er octobre 1998. Tirant les leçons des problèmes rencontrés durant la construction du métro de Kolkata, caractérisé par les retards et les dépassements budgétaires en raison de « interventions politiques, problèmes techniques et retard bureaucratiques », la DMRC dispose d'une grande autonomie dans la conduite du projet. La société s'appuie sur l'expertise de la société gestionnaire métro de Hong Kong pour définir les méthodes de construction du réseau et son exploitation future. Les travaux se déroulent sans problème majeur si ce n'est une controverse en 2000 avec le ministère des Chemins de fer, qui souhaite que le métro utilise pour l'écartement des rails la voie indienne (voie large) alors que la DMRC souhaite utiliser la voie normale qui prime ailleurs
La première ligne du métro de Delhi a été inaugurée par le Premier ministre Atal Behari Vajpayee le 24 décembre 2002, devenant ainsi le second métro d'Inde après le métro de Kolkata. La première phase du projet a été terminée en 2006 en respectant le budget et en avance de trois ans sur le calendrier.

### Phase I et II

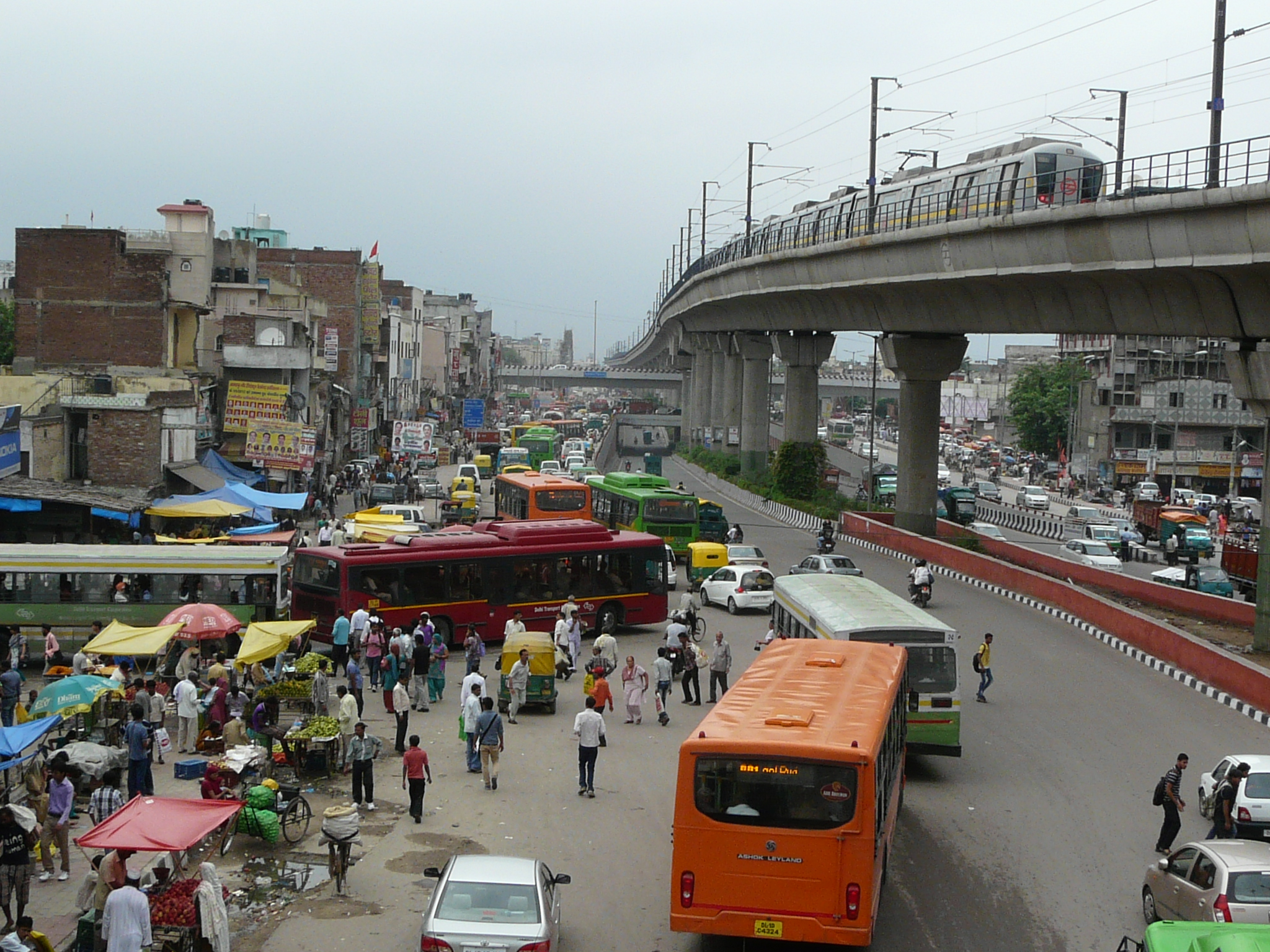
Le métro de Delhi circule sur un viaduc près de Azadpur (ligne jaune).

La phase I de la construction a permis la réalisation de 58 stations et 65 km de voies dont 13 km en souterrain et 52 km en surface ou surélevées[réf. nécessaire].
La phase II comprenait la construction de 125 km de voies et 85 stations et a été achevée de juin 2008 à août 2011.

### Phase III
La phase III (103 km et 69 stations), dont le coût est de 5 milliards d'euros,, et la phase IV (113 km) comprend deux nouvelles lignes et plusieurs prolongements de lignes existantes. Les travaux débutent en 2011 et devraient s'achever en 2020.
Les projets approuvés sont :
- prolongement de la ligne jaune (3 stations, 4,49 km)
- prolongement de la ligne violette (18 stations, 26,57 km)
- prolongement de la ligne bleue (9 stations, 10,97 km)
- prolongement de la ligne verte (66 stations, 11,18 km)
- prolongement de la ligne rouge (6 stations, 9,6 km)

De plus, deux lignes circulaires vont être construites, afin de connecter les lignes radiales :
- ligne rose (circulaire intérieure : 38 stations, 58,59 km)
- ligne magenta (circulaire extérieure : 25 stations, 38,24 km).

## Financement
La construction du métro a été  financée en premier rang par des prêts à taux réduit de la banque japonaise JICA complété principalement par des subventions du gouvernement indien et de la ville de Delhi.
| Phase     | Kilométrage | Cout                       | Banque japonaise | Gouvernement indien | Ville de Delhi | Développement immobilier | Autres |
| --------- | ----------- | -------------------------- | ---------------- | ------------------- | -------------- | ------------------------ | ------ |
| Phase I   | 65 km       | 10 571 Crores (1,34 mds €) | 60%              | 14%                 | 14%            | 7%                       | 5%     |
| Phase II  | 125 km      | 18 783 Crores (2,4 mds €)  | 54,47%           | 16,39%              | 16,39%         |                          | 11,74% |
| Phase III | 161 km      | 41 079 Crores (5,26 mds €) | 48,57%           | 10,04%              | 10,04%         | 7,34%                    | 24 %   |

La construction de la ligne de l'Airport Express a été réalisée dans le cadre d'un partenariat public/privé avec une participation de 39% du gouvernement de l'Inde et de la ville de Delhi et un apport de 48% du concessionnaire.

## Réseau actuel

### Lignes

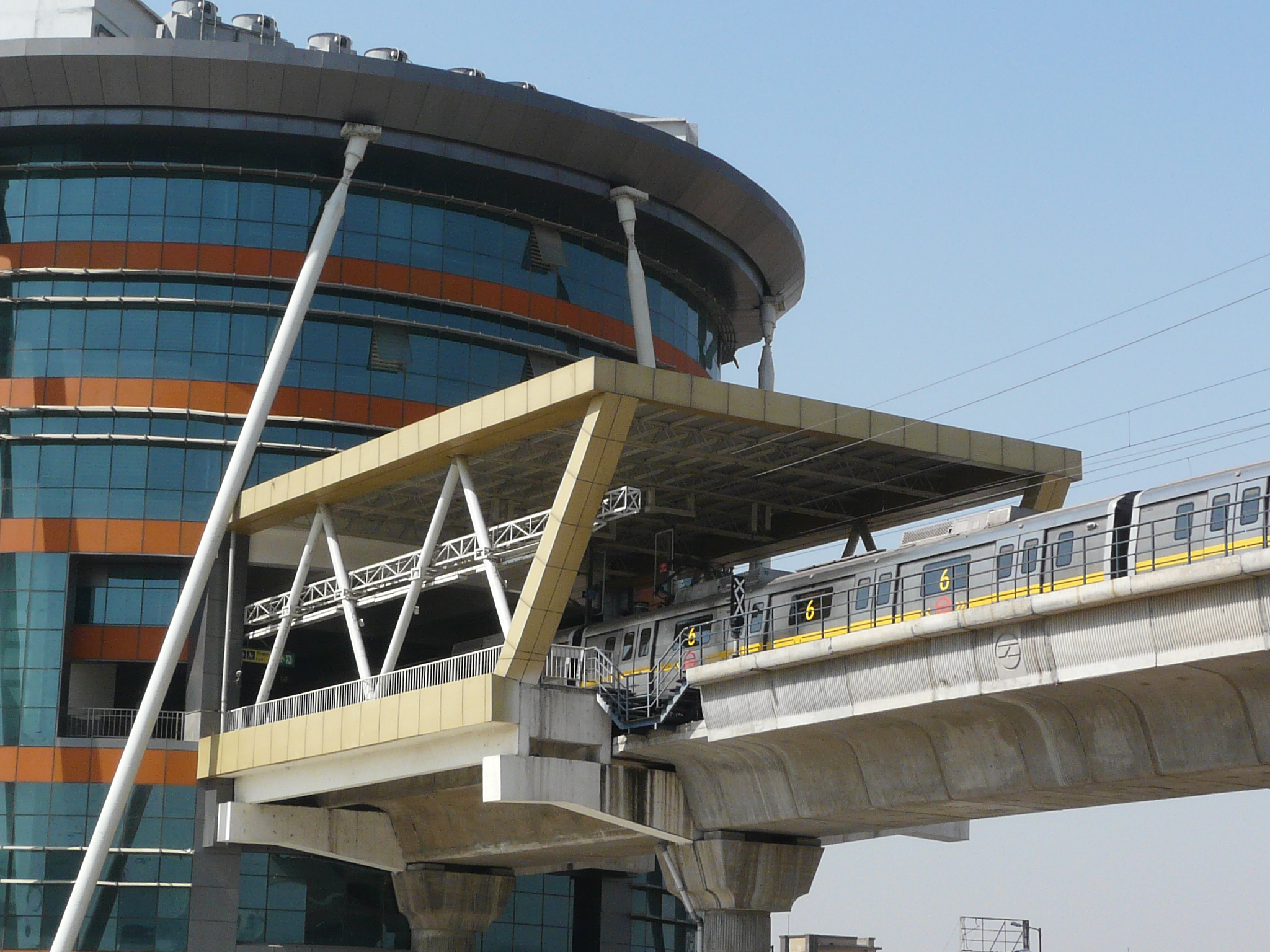
Terminus de la ligne jaune à la station HUDA city center dans la ville satellite de Gurgaon.

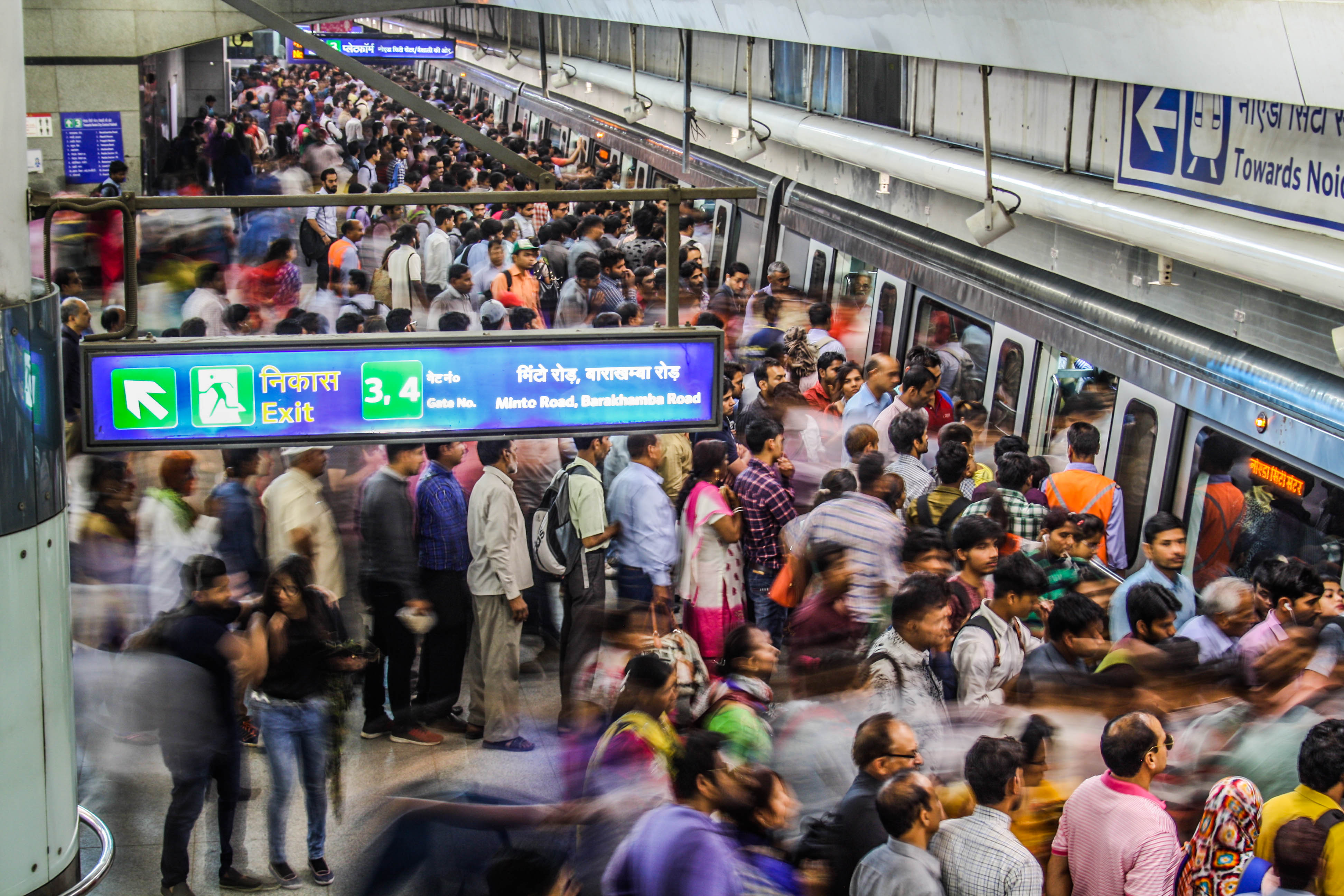
La station Rajiv Chowk à l'heure de pointe.

Le métro de Delhi est composé de huit lignes qui avec la ligne de l'aéroport ont une longueur totale de 348 kilomètres et desservent 254 stations. Les principales caractéristiques de ces lignes sont les suivantes :
- La ligne rouge (ligne 1), qui est la première ligne du métro de Delhi à avoir été inaugurée (24 décembre 2002) est en partie en viaduc en partie au niveau du sol. Cette ligne longue de 35 kilomètres relie les quartiers nord-est de Delhi aux quartiers nord-ouest en passant par le centre-ville. La ligne est à voie large.
- La ligne jaune (ligne 2) est la première ligne en sous-sol. Longue de 48,8 kilomètres, elle circule du nord au sud en traversant le cœur de la vieille ville de Delhi et le quartier des affaires situé autour de la place Connaught. Dans sa partie sud la ligne dessert la ville satellite de Gurgaon dans l'état de Haryana. Les stations sont situées à une profondeur de 12,85 mètres sauf la station du bazar Chawri située à 20 mètres sous la surface à cause du l'encombrement du sous-sol. La partie souterraine a été réalisée en partie par des tunneliers en partie par la méthode des tranchées couvertes. Les prolongements nord et sud ont été réalisés sur viaduc. La ligne à voie large est desservie par des rames comprenant 6 à 8 voitures.
- La ligne bleue (lignes 3 et 4) est pour l'essentiel en surface avec une petite partie souterraine (4 stations). Longue de 65 kilomètres elle relie le quartier de Dwarka situé à l'ouest de Delhi près de l'aéroport à la ville satellite de Noida à l'est en passant par le sud du centre-ville.  Elle comprend un embranchement à l'est entre Yamuna Bank et Vaishali qui forme une ligne autonome (ligne 4) longue d'environ 8 kilomètres. La ligne est à voie large.
- La ligne verte (lignes 5) circule sur un viaduc et est la première ligne à voie normale du métro de Delhi. Longue d'environ 30 kilomètres elle traverse les quartiers occidentaux de Delhi d'ouest en est et sert de ligne de rabattement pour les lignes rouge et bleue.
- La ligne violette (lignes 6) part des quartiers centraux de New Delhi en se dirigeant vers le sud jusqu'à la ville satellite de Faridabad. La partie de ligne située au coeur de Delhi est en souterrain (environ un tiers de la longueur), le reste étant en viaduc. La ligne est longue de  43 kilomètres et comprend 34 stations. Les trains circulent sur voie normale.
- La ligne rose (ligne 7) est une ligne quasi circulaire longue de 59 kilomètres tracée autour des quartiers centraux de Delhi  qui est en correspondance avec presque toutes les autres lignes du métro de Delhi. Elle comprend 38 stations dont 12 sont souterraines et 26 en viaduc. Les rames, qui comprenanent 6 voitures, circulent sur voie normale.
- La ligne magenta (ligne 8) est une ligne est-ouest qui relie les quartiers sud de Delhi sans passer par le centre ville. Longue de 37 kilomètres et à voie normale, elle comprend 15 kilomètres en souterrain et 10 kilomètres en viaduc. Les rames circulent de manière autonome et sont sans conducteur. Les quais sont équipés de portes palières. La ligne comprend la station Hauz Khas qui est la plus profonde du réseau (32 mètres) et assure une correspondance avec la ligne jaune.
- La ligne grise (ligne 9) est une courte râme de la ligne bleue de 5 km reliant Najafgarh et Dhansa, qui comprend une section en viaduc et une section en souterrain.
- La ligne orange (ligne de l'aéroport) relie l'aéroport international Indira-Gandhi au sud-ouest de la ville avec la gare de New Delhi en centre ville. Longue de 22,7 kilomètres, elle se distingue par le très faible nombre d’arrêt (5), une vitesse commerciale élevée et des rames de 6 voitures conçues pour le confort des passagers. Elle est en correspondance avec la ligne jaune à son terminus du centre ville, avec la ligne rose et la ligne bleue. Le trajet entre l'aéroport et la gare centrale est parcouru en 19 minutes. La ligne circule en souterrain sur 15,7 km et sur viaduc sur 7 kilomètres.

| Numéro de la ligne | Nom de la ligne | Date d'ouverture | Dernier prolongement | Longueur | Stations | Terminus              | Terminus                 | Écartement des rails (mm) | Autre caractéristique                                        |
| ------------------ | --------------- | ---------------- | -------------------- | -------- | -------- | --------------------- | ------------------------ | ------------------------- | ------------------------------------------------------------ |
| 1                  | Ligne rouge     | 24 décembre 2002 | 8 mars 2019          | 34,69 km | 29       | Shaheed Sthal         | Rithala                  | Voie large                |                                                              |
| 2                  | Ligne jaune     | 20 décembre 2004 | 10 novembre 2015     | 49,31 km | 37       | Samaypur Badli        | HUDA City Centre         | Voie large                |                                                              |
| 3                  | Ligne bleue     | 31 décembre 2005 | 9 mars 2019          | 56,61 km | 50       | Noida Electronic City | Dwarka Sector 21         | Voie large                |                                                              |
| 4                  | Ligne bleue     | 7 janvier 2010   | 14 juillet 2011      | 8,74 km  | 8        | Yamuna Bank           | Vaishali                 | Voie large                | Embranchement                                                |
| 5                  | Ligne verte     | 3 avril 2010     | 24 juin 2018         | 26,32 km | 21       | Inderlok              | Brigadier Hoshiyar Singh | Voie normale              |                                                              |
| 5                  | Ligne verte     | 27 juillet 2011  | —                    | 3,32     | 3        | Ashok Park Main       | Kirti Nagar              | Voie normale              | Embranchement                                                |
| 6                  | Ligne violette  | 3 octobre 2010   | 19 novembre 2018     | 46,63 km | 34       | Kashmere Gate         | Raja Nahar Singh         | Voie normale              |                                                              |
| 7                  | Ligne rose      | 14 mars 2018     | 6 août 2021          | 58,43 km | 38       | Majlis Park           | Shiv Vihar               | Voie normale              | Train sans conducteur                                        |
| 8                  | Ligne magenta   | 24 mars 2018     | 5 janvier 2025       | 40,26 km | 26       | Botanical garden      | Krishna Park Extension   | Voie normale              | Train sans conducteur                                        |
| 9                  | Ligne grise     | 4 octobre 2019   | 18 septembre 2021    | 5,50 km  | 4        | Dwarka                | Dhansa Bus stand         | Voie normale              | Train sans conducteur                                        |
| Airport Express    | Ligne orange    | 23 février 2011  | 17 septembre 2023    | 22,7 km  | 6        | New Delhi             | Dwarka Sector 21         | Voie normale              | Desserte de l'aéroport, tarification et matériel spécifiques |
| Total              | Total           | 24 décembre 2002 | 5 janvier 2025       | 350,4 km | 256      |                       |                          |                           |                                                              |

### Matériel roulant

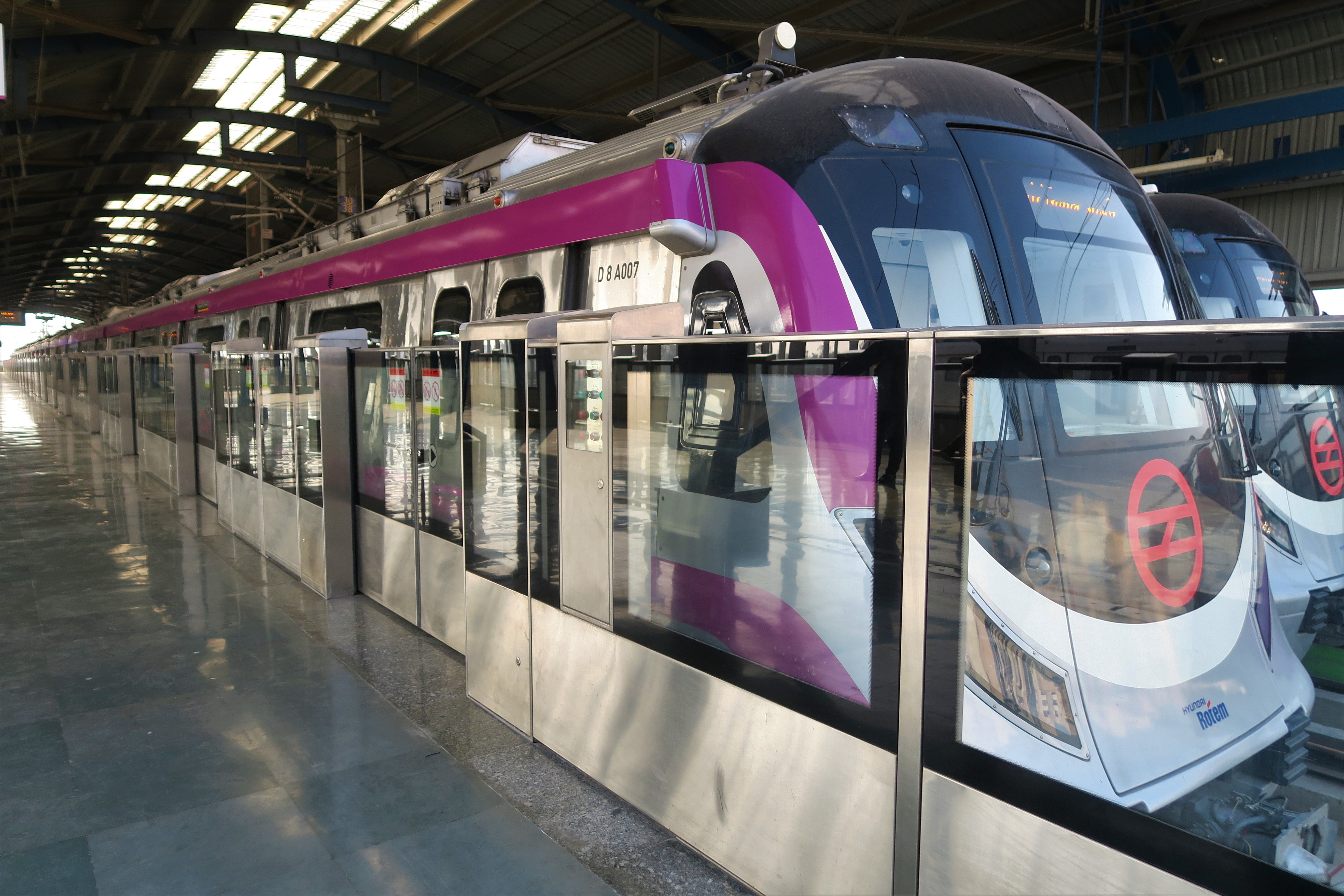
Rame à l'arrêt sur la ligne magenta.

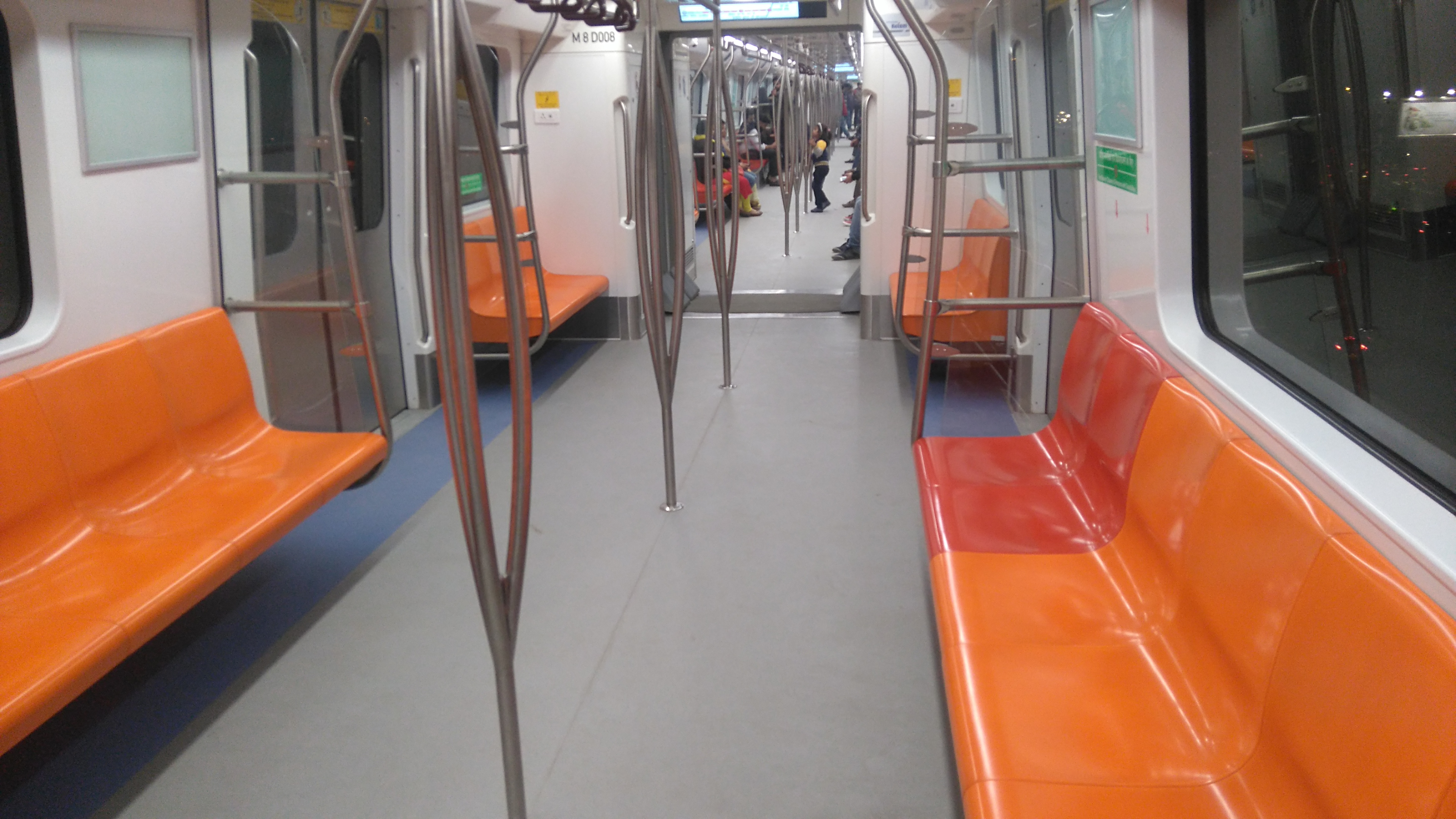
Intérieur d'une rame sur la ligne magenta.

À l'origine les rames devaient être construites par un consortium rassemblant la firme ROTEM, Mitsubishi Corporation, et Mitsubishi Electric Corporation mais la construction fut finalement confiée à Bharat Earth Movers Limited. Les rames de première génération circulent sur une voie à l'écartement large indien et sont constituées de voitures d'une largeur de 3,20 m construits en acier inoxydable. L'intercirculation entre les wagons est assurée. L'alimentation électrique se fait par caténaire à la tension de 25kv alternatif. Dans les sections souterraines, la conduite des trains et la signalisation sont pratiquement entièrement automatisées.

## Exploitation
La fréquence des métros dépend des lignes. Aux heures de pointe les jours travaillés la fréquence la plus rapprochée est de 2 minutes 38 et 2 minutes 47 secondes sur les parties centrales des lignes bleue et jaune. Pour les autres lignes elle est comprise entre 3 et 4 minutes pour les lignes rouge et violette, entre 4 et 5 minutes pour la ligne verte, entre 5 et 6 minutes pour les lignes magenta et rose. La fréquence sur la ligne de l'aéroport est de 10 minutes de manière constante. La fréquence en dehors des heures de pointe ou le week-end est généralement proche.

## Tarification
Le tarif d'un déplacement dans le métro dépend de la distance parcourue. En fonction de celle-ci le coût du voyage est compris entre 10 et 60 roupies. La durée d'un trajet ne doit pas excéder 1 à 3 heures selon la distance parcourue. Le tarif est inférieur (maximum 50 roupies) durant le week-end. Les usagers du réseau ont le choix entre les options suivantes pour le règlement de leur trajet :
- Smart card : cette carte rechargeable est utilisée essentiellement par les usagers réguliers. La Smart card vaut pour une année : on peut acheter des voyages pour un tarif de 100, 200 et 500 roupies.
- Tourist card : cette carte permet une circulation illimitée dans le métro pour une durée fixe. Il existe des cartes valables pour 1 à 3 jours dont le prix est compris entre 50 et 200 roupies.
- Token (Jetons) : Ces jetons sont valables pour un seul trajet; leur prix dépend de la longueur du trajet.

Une réduction tarifaire de 10% est pratiquée pour les détenteurs de Smart Card s'ils pénètrent dans le métro aux heures creuses (avant 8 heures du matin, entre midi et 5 heures de l'après midi, après 9 heures du soir).

## Sécurité
La sécurité est assurée, en particulier, grâce à une surveillance vidéo assurée depuis un poste central. Des forces de police circulent dans le métro. En cas de besoin, les passagers peuvent joindre le conducteur de la rame.

## Prolongements programmés: la phase IV (2019-2025)
La phase III de construction du réseau devrait s'achever courant 2020. Une quatrième phase d'extension qui devrait débuter en 2019 est en cours d'approbation par les autorités. Elle comprendrait trois nouvelles lignes et quatre prolongements : 
- Tughlakabad – IGI Terminal 1 (20,20 km)
- Lajpat Nagar – Saket G-Block (7,96 km)
- Inderlok – Indraprastha (12,58 km)
- Prolongement de la ligne rouge :  Rithala – Narela (21,73 km)
- Prolongement de la ligne rouge : Narela – Kundli  (4,86 km)
- Prolongement de la ligne rose :   Mukundpur – Maujpur (12,54 km)
- Prolongement de la ligne magenta : Janakpuri West – R.K. Ashram (28,92 km).